# Écs
Écs è un comune di 1 759 abitanti situato nella contea di Győr-Moson-Sopron, nell'Ungheria nordoccidentale.
Écs fu per la prima volta menzionata nel 1172 come Esu o Echu. Nel medioevo, dopo la costruzione dell'abbazia di Pannonhalma, fu proprietà di piccoli proprietari terrieri. Durante l'invasione ottomana le famiglie Cseszneky, Oross e Siey ebbero una grande fama nel territorio di Écs.